# Molarotto

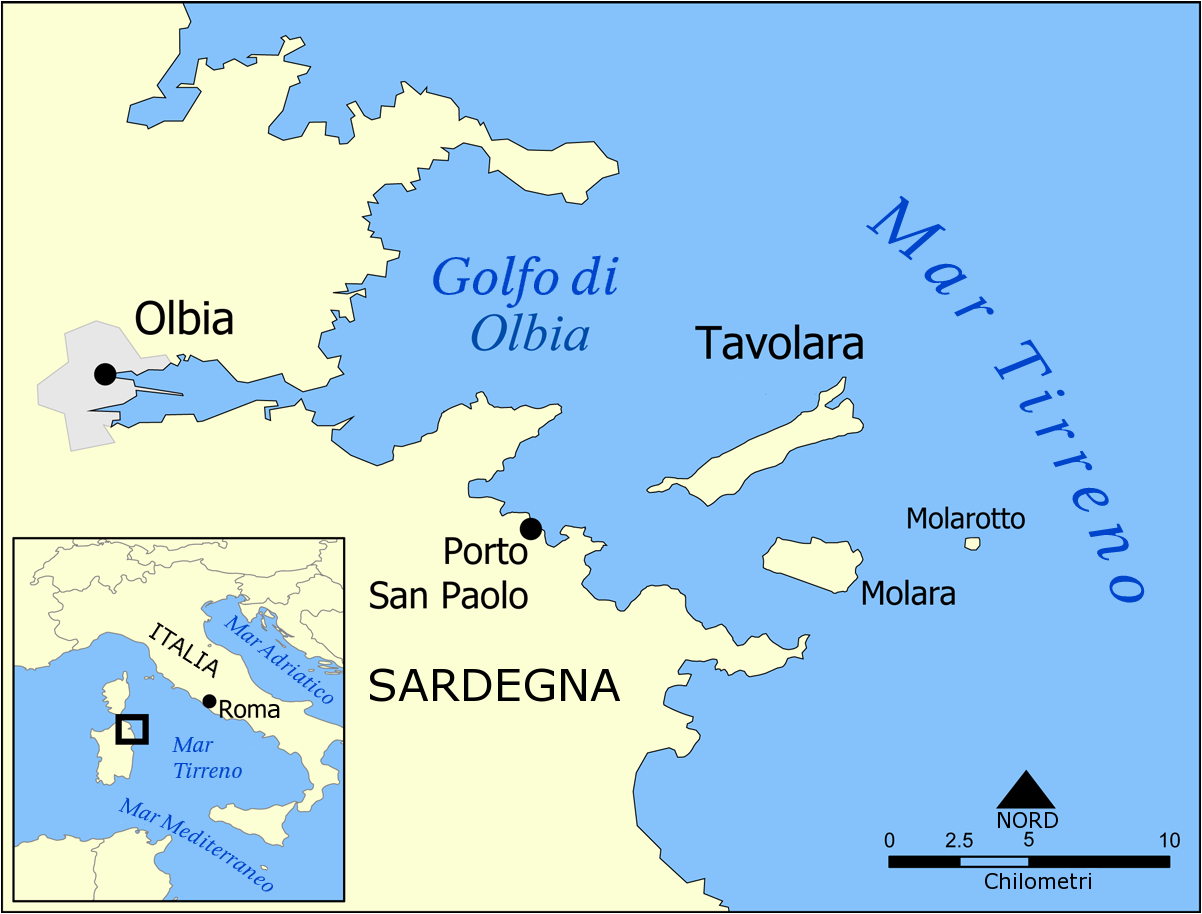
Plan des îles Tavolara dont Molarotto

Molarotto est une île d'Italie dans l'archipel de Tavolara au sud-est d'Olbia dans le nord-est de la Sardaigne.

## Géographie
Sorte de large éperon rocheux, l'île s'étend sur un peu plus de 290 m de longueur pour une largeur d'environ 180 m.